# 千鳥町站 (東京都)

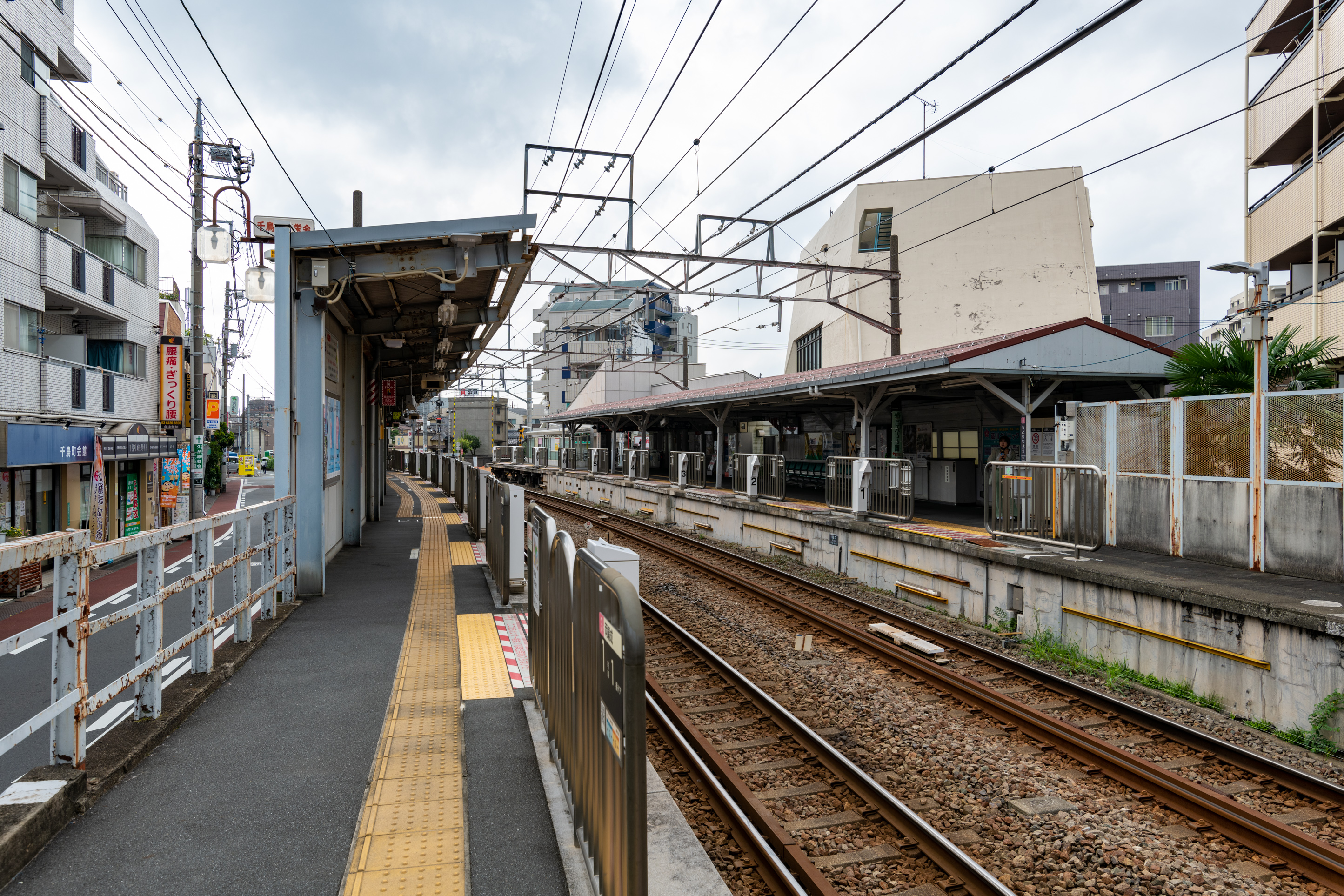
車站月台（2021年8月）

千鳥町站（日语：／ Chidorichō eki */?）是一個位於東京都大田區千鳥一丁目，屬於東急電鐵池上線的鐵路車站。車站編號是IK12。

## 年表
- 1926年（大正15年）8月16日 - 池上電氣鐵道車站慶大運動場前站啟用[2]。1923年（大正12年）5月開業的光明寺站在本站開業後廢站。
- 1936年（昭和11年）1月1日 - 改稱千鳥町站[2]。
- 2002年（平成14年）11月30日 - 蒲田方向月台新設剪票口，廢除站內天橋[2]。

## 車站構造
車站月台配置為側式月台，同時設置2條路軌。過去曾是池上線唯一有站內天橋的車站，在下行線月台增設站房、檢票口後廢除天橋，現在兩月台間無法站內來往。
| 月台 | 路線   | 方向 | 目的地                       |
| ---- | ------ | ---- | ---------------------------- |
| 1    | 池上線 | 下行 | 蒲田方向                     |
| 2    | 池上線 | 上行 | 雪谷大塚、旗之台、五反田方向 |

（來源：東急電鐵:車站構內圖（页面存档备份，存于））

## 使用情況
2017年平均每天上下車人次有16,130人。
近年1日平均上下車人次、上車人次如下表。
| 年度               | 1日平均 上下車人次 | 1日平均 上車人次 | 來源     |
| ------------------ | ------------------ | ---------------- | -------- |
| 1990年（平成02年） |                    | 6,159            | [ * 1 ]  |
| 1991年（平成03年） |                    | 6,087            | [ * 2 ]  |
| 1992年（平成04年） |                    | 5,962            | [ * 3 ]  |
| 1993年（平成05年） |                    | 5,910            | [ * 4 ]  |
| 1994年（平成06年） |                    | 5,477            | [ * 5 ]  |
| 1995年（平成07年） |                    | 5,404            | [ * 6 ]  |
| 1996年（平成08年） |                    | 5,258            | [ * 7 ]  |
| 1997年（平成09年） |                    | 5,219            | [ * 8 ]  |
| 1998年（平成10年） |                    | 4,907            | [ * 9 ]  |
| 1999年（平成11年） |                    | 4,902            | [ * 10 ] |
| 2000年（平成12年） |                    | 5,071            | [ * 11 ] |
| 2001年（平成13年） |                    | 5,318            | [ * 12 ] |
| 2002年（平成14年） |                    | 5,258            | [ * 13 ] |
| 2003年（平成15年） | 11,740             | 5,484            | [ * 14 ] |
| 2004年（平成16年） | 11,238             | 5,773            | [ * 15 ] |
| 2005年（平成17年） | 12,077             | 6,160            | [ * 16 ] |
| 2006年（平成18年） | 12,700             | 6,485            | [ * 17 ] |
| 2007年（平成19年） | 13,109             | 6,672            | [ * 18 ] |
| 2008年（平成20年） | 13,700             | 6,952            | [ * 19 ] |
| 2009年（平成21年） | 13,758             | 6,970            | [ * 20 ] |
| 2010年（平成22年） | 13,902             | 7,252            | [ * 21 ] |
| 2011年（平成23年） | 14,012             | 7,104            | [ * 22 ] |
| 2012年（平成24年） | 14,392             | 7,296            | [ * 23 ] |
| 2013年（平成25年） | 14,895             | 7,551            | [ * 24 ] |
| 2014年（平成26年） | 15,021             | 7,603            | [ * 25 ] |
| 2015年（平成27年） | 15,365             | 7,776            | [ * 26 ] |
| 2016年（平成28年） | 15,682             | 7,923            | [ * 27 ] |
| 2017年（平成29年） | 16,130             |                  |          |

## 車站周邊
- 千鳥町站前郵便局
- SUMMIT千鳥町店
- 東京朝鮮第六初級學校（日语：東京朝鮮第六初級学校）
- 大田區立千鳥小學校
- 環八千鳥住宅公園
- 東急多摩川線下丸子站、武藏新田站

## 站名由來
開業當時的站名為「慶大運動場」，是取自於東京府荏原郡矢口村（現在的大田區千鳥二丁目）附近的慶應義塾大學新田運動場（附設棒球場）。設置當時是在東京六大學野球等比賽時的臨時站，之後升格為正式車站。運動場之後賣給同潤會。
現名「千鳥町」是取自當時地名（東京市大森區調布千鳥町）。

## 相鄰車站
東急電鐵
 池上線
久原（IK11）－千鳥町（IK12）－池上（IK13）

## 延伸閱讀
- 宮田道一. . JTBパブリッシング. 2008-09-01. ISBN 9784533071669.

## 外部連結
- 千鳥町（各站資訊） - 東急電鐵